# Fegeo
Fegeo (in greco antico: Φηγέυς?, Phēghéus), è un personaggio della mitologia greca, re di Psofide (o Psofi) in Arcadia e figlio del dio fluviale Alfeo.
Secondo Pausania i nomi dei tre figli di Fegeo erano Alfesibea, Temeno ed Assione, mentre secondo Apollodoro i nomi dei figli (sempre tre) furono Arsinoe, Pronoo ed Agenore. 

Seppur vissute con nomi diversi, le vicende dei tre figli sono comunque simli.

## Mitologia
Secondo Pausania quando Fegeo era al potere la città si chiamava Fegia in virtù del suo nome. ed in quel luogo sopraggiunse Alcmeone, figlio di Anfiarao e capo degli Epigoni che aveva ucciso la madre Erifile e vagava per la Grecia tormentato dalle Erinni ed in preda alla follia. 

La città di Fegia era la vecchia Erimanto, destinata in seguito a divenire Psofi (o Psofide) e lì, una volta giuntovi, Alcmeone fu ospitato e pruficato da Fegeo il quale in seguito gli diede una figlia in moglie (Arsinoe secondo Apollodoro od Alfesibea secondo Pausania). 
 
La donna inoltre, come dono di nozze ricevette il peplo e la Collana di Armonia.

### La morte
A causa di Alcmeone, però, la terra divenne sterile, cosicché il figlio di Anfiarao dovette partire e giunto sul fiume Acheloo per volere dell'oracolo delfico, fu nuovamente purificato e ne sposò la figlia Calliroe, che pretese di avere la collana e il peplo di Armonia. 

Alcmeone tornò così a Psofi, dove convinse Fegeo a dargli i due oggetti asserendo di doverli donare a Delfi poiché questa era la volontà dell'oracolo. 

Fegeo gli credette e acconsentì, ma quando un servo gli rivelò l'inganno ordinò ai due figli di tendergli un'imboscata e di ucciderlo. 

Secondo Pausania Alcmeone lasciò Psofi a causa del morbo che « non gli migliorava », spinto dall'oracolo a cercare pace in riva all'Acheloo mentre Ovidio afferma che fu « la spada di Fegeo » a immergersi « nel fianco » dell'Epigono. 
Calliroe però, venuta a sapere della morte del marito pregò Zeus di far diventare subito adulti i loro due figli (Anfotero e Acarnano) ed una volta esaudita, li mandò a Psofi per vendicare la morte del marito. Così essi uccisero prima i figli di Fegeo incontrati sulla via di Delfi, poi lo stesso sovrano e la moglie, una volta giunti a Psofi.